# 13163 Koyamachuya
13163 Koyamachuya eller 1995 UC45 är en asteroid i huvudbältet som upptäcktes den 28 oktober 1995 av de båda japanska astronomerna Kazuro Watanabe och Kin Endate vid Kitami-observatoriet. Den är uppkallad efter tecknaren Chuya Koyama.
Asteroiden har en diameter på ungefär 6 kilometer.